# متحف القاطرات البخارية الألماني

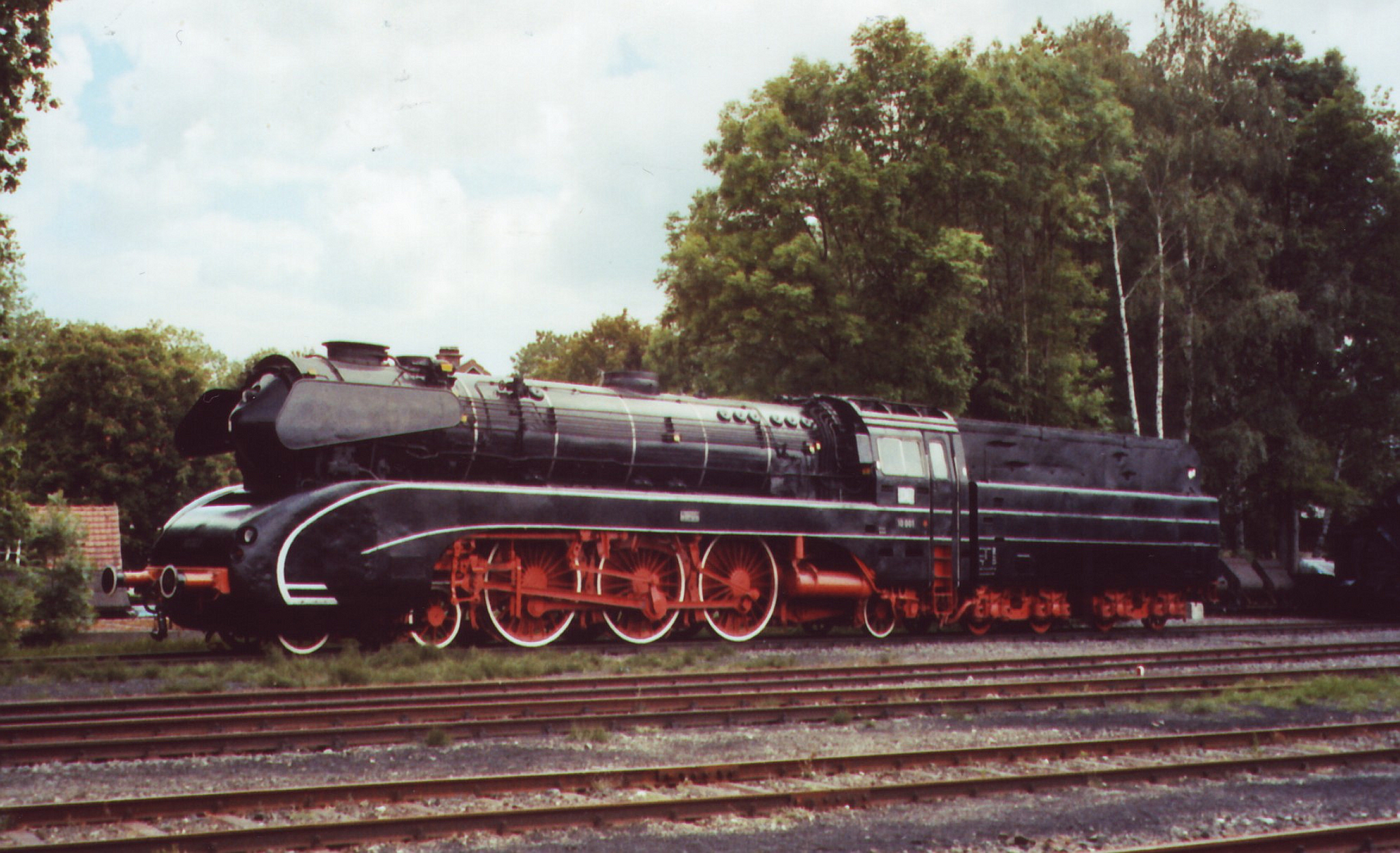
قاطرت ال DB رقم 001 10

يقع متحف القطارات البخارية الألماني (بالألمانية: Deutsches Dampflokomotiv-Museum) في نوياماركت "Neuenmarkt" شمال ولاية بافاريا. تأسس المتحف عام 1977 م. يحتوي المتحف على 30 قاطرة بخارية جميعها من الطراز القديم والبعض منها ما كان يستخدم كوسيلة لنقل الجيش في الحرب العالمية الثانية.